# 战时化名
战时化名（法語：nom de guerre，發音：[nɔ̃ də ɡɛʁ] ⓘ）是战士采用的化名。一些革命者和抵抗运动领袖在战争结束后会将战时化名用作自己的正式名称，如列宁、斯大林、托洛茨基、梅厄夫人和铁托。